# 王田交流道

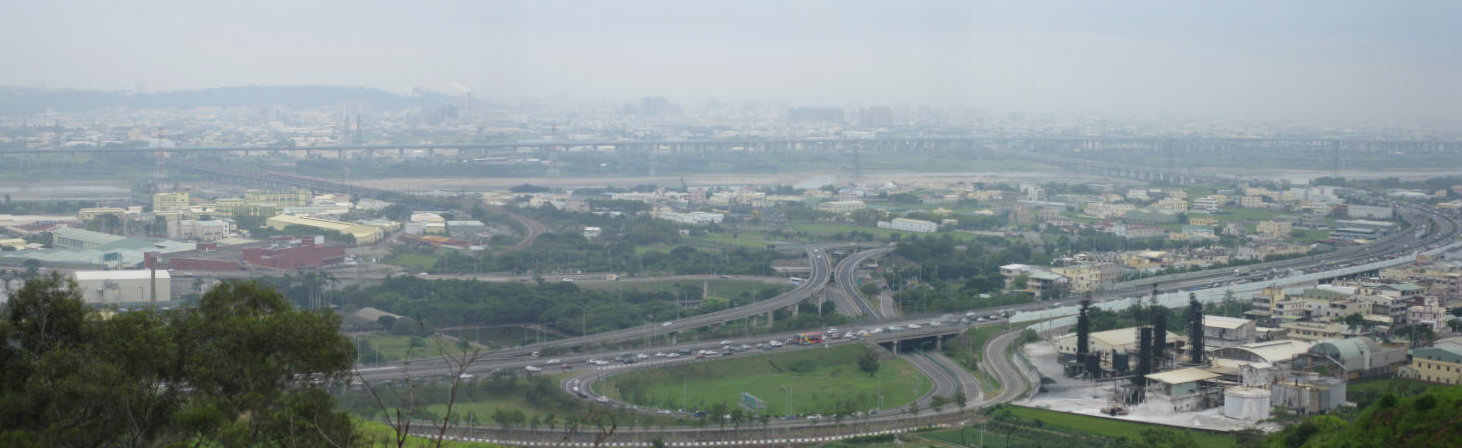
自大肚山鳥瞰王田交流道，對岸即八卦山與彰化市。

王田交流道為臺灣國道一號的交流道，位於臺中市大肚區王田里東側與烏日區榮泉里西側交界，國道一號指標189k處，於1977年7月1日啟用。緊鄰於鐵路成追線，為縱貫鐵路山線及海線的分歧處，東邊有成功車站、成功嶺，西邊有追分車站；北邊為王田斷崖，南邊為大肚溪及彰化縣彰化市。
王田交流道型式設計為喇叭型（銜接國道一號處）與Y型（銜接台1線處），以聯絡道相連，匝道銜接的地方道路為台1線沙田路以及王田陸橋。接台1線北上可通往王田、大肚市區、龍井。接台1線南下則會通往一個喇叭型交流道，往右（西南向）可續行台1線通往彰化、芬園；往左（東北向）則接上臺1乙線通往烏日、成功嶺、高鐵台中站。
|        | 189 王田 |  | 烏日 大肚 |
| 高鐵站 | 189 王田 |  |           |

## 鄰近公路
- 台1線
- 台1乙線
- 中123線

## 外部連結
- 國道一號王田交流道示意圖 （页面存档备份，存于）（交通部高速公路局）